# Amphilaphis abietina
Amphilaphis abietina is een zachte koraalsoort uit de familie Primnoidae. De koraalsoort komt uit het geslacht Amphilaphis. Amphilaphis abietina werd in 1894 voor het eerst wetenschappelijk beschreven door Studer. 